# Stojan Spetič
Stojan Spetič, italijanski politik, novinar in učitelj slovenskega rodu * 29. november 1945, Trst.

## Življenje

### Senatorstvo
Novinar in učitelj slovenskega rodu, član Italijanske komunistične partije, je bil na parlamentarnih volitvah leta 1987 izvoljen za senatorja v okrožju Furlanija - Julijska krajina. Po razpustu IKP leta 1991 se je pridružil Komunistični prenovi.
Leta 1998 je sledil Armandu Cossutti in Olivieru Dilibertu pri razkolu, ki je privedel do ustanovitve Partije italijanskih komunistov, v kateri je bil od leta 2007 deželni tajnik v Furlaniji - Julijski krajini in član nacionalnega vodstva. Te vloge bo opravljal tudi v Komunistični partiji Italije (od 2014 do 2016) in nato v obnovljeni IKP.
Bil je svetovalec Mitrokhinske komisije. Februarja 2019 je predsedniku republike Sergiu Mattarelli napisal dolgo pismo na temo fojb. Društva istrskih izgnancev so pismo ostro kritizirala in Spetiča obtožila negacionizma.